# Paula (romanzo)
Paula è un romanzo della scrittrice cilena Isabel Allende, pubblicato nel 1995.

## Trama
L'opera scaturisce dal desiderio dell'autrice di entrare in contatto con la figlia ventottenne Paula, ammalatasi di porfiria, una malattia rara e gravissima, che l'ha condotta in un coma irreversibile. La vicenda si svolge dal giorno del ricovero di Paula in un ospedale a Madrid, città dove da poco viveva con il marito Ernesto, avvenuto il 6 dicembre 1991, fino alla sua morte, giunta esattamente un anno dopo, il 6 dicembre 1992, nella casa di Allende a San Francisco. La madre le resta a fianco tutto il tempo, durante il ricovero nella capitale spagnola, alloggiando in un misero motel, dove, di sera, scriveva il romanzo. Le sorti di Paula, però, peggiorano sempre di più, e la sua degenza in ospedale diviene inutile, tanto che viene trasferita a casa di Allende, a San Francisco, in modo che possa essere circondata da amici e parenti. E alla fine se ne andrà, circondata dalle persone che ha amato, che l'hanno amata e che l'ameranno per sempre.

## Analisi
Il romanzo si presenta come un "diario" che Allende dedica alla figlia, dove l'autrice narra della sua vita, creando così una sorta di autobiografia. I temi che emergono sono molteplici: dolore, sofferenza, tristezza, amore, gioia di vivere e voglia di vivere; l'amore materno è il sentimento predominante. Non a caso, a volte il lettore può sentirsi estromesso, come se questa storia d'amore e dolore riguardasse solo due persone, Isabel e Paula. Allo stesso tempo, però, il lettore è coinvolto, e la vita di Allende diventa la sua vita e la vita di Paula. Allende scrive senza veli, si espone al lettore, dà sfogo ai suoi dolori, ai suoi pensieri, alle sue preoccupazioni, e per questo il lettore condivide il sentimento di dolore che ella prova. Un dolore lancinante, immenso, il dolore di una madre che vede sua figlia morire fra le braccia, mentre lei, impotente, piange lacrime di vita. È un romanzo di una vita, che narra della vita, della morte, di tutti gli uomini e di tutte le donne; un romanzo diretto al cuore, che riempie l'animo.

## Edizioni
- Isabel Allende, Paula, traduzione di Gianni Guadalupi, collana I Narratori, Feltrinelli, 1995,  p. 326, ISBN 88-07-01480-7.